# 船舶登録
船舶登録（せんぱくとうろく）とは、船舶に関する行政監督を目的として船舶法などの規定に従ってなされる登録をいう。私法上の権利関係の公示を目的とする船舶登記制度とは制度趣旨が異なる（両者を一元化している国もあるが、日本では船舶登録は船舶登記から独立した制度となっている）。なお、便宜上、「小型船舶の登録等に関する法律」で定められる小型船舶登録についても、この項目で述べる（なお、小型船舶登録においては私法上の権利関係の公示と行政監督などの機能が一元化されている、小型船舶の登録等に関する法律1条・28条）。

## 船舶登録
船舶登録は船舶法などの規定に基づく登録制度である。

### 船舶登録の対象
日本船舶のうち総トン数が20トン以上の船舶（大型船舶）が対象となる（商法第686条2項、船舶法第20条、船舶法第5条1項）。

## 小型船舶登録
小型船舶登録は小型船舶の登録等に関する法律などの規定に基づく登録制度である。

### 小型船舶登録の対象
日本船舶のうち総トン数が20トン未満の船舶（小型船舶）を対象とするが、漁船法第2条1項に定める漁船、櫓櫂船（主として櫓櫂により運転する舟を含む）は対象外である（商法第686条2項、船舶法第20条、船舶法第5条1項）。

## 申請代理人
他人の委託により船舶登録を業として行うには、海事行政の円滑、国民の権利保護の観点から、海事代理士の資格が必要とされている。尚、総トン数20トン未満の小型船舶の登録については海事代理士・行政書士を含めて誰でも申請を業としてできるとされている。